# 永井明
永井 明（ながい あきら、1947年12月10日 - 2004年7月7日）は、日本の医師、作家、医療ジャーナリストである。

## 人物
広島県三原市生まれ。 父は元軍医で、終戦後から85歳で死亡するまで、町医者として地元で奮闘していた。
広島県立三原東高等学校を経て、東京医科大学医学部医学科卒業。医師となって神奈川県立病院で勤務医を務め、退職時の役職は内科医長。途中、モントリオール大学国際ストレス研究所への留学経験がある。医学博士（東京医科大学）。
1982年（昭和57年）、専業の医者をやめ、企画・編集会社、有限会社「翔洋社」を設立した。さらに、平凡社刊「QA」誌に連載を持つなど、医療ジャーナリストとして活動した。その後もときおり、船医などとして診療にも従事していた。講談社が発行していたDAYS JAPANでは、エイズ特集記事の中で、HIVの発見者とされるロバート・ギャロ、HIVはエイズの原因ではないと主張するピーター・デュースバーグ等のアメリカの医学研究者へのインタビューを行なっている。
医療ジャーナリストとしては、自らの医者としての経験をふまえた『ぼくが医者をやめた理由』シリーズのほか、『ブラック・ジャックにはなれないけれど』、『病者は語れず - 東海大学安楽死殺人事件』、『実録・男の更年期』など、多様な切り口からのものがあるが、基本的なスタンスは「医療の現場と、そことは距離のある一般社会との、橋渡しを志す」というものだった。また、その延長線上でコミック『研修医古谷健一』及び『医龍-Team Medical Dragon-』の原案、アニメ版ブラック・ジャックの監修や1990年（平成2年）の映画、『ボクが病気になった理由』では大森一樹との共同脚本を手がけている。
2004年（平成16年）7月逝去。死因は肝臓がんだった。

## 著書
- 『仕組まれた恐怖 エイズは生物兵器だった!?』（講談社） 1986.11.
- 『AIDS・Q&A 正しく知っておきたい119の知識』（フォー・ユー）1987.6.
- 『からだの検査値がよくわかる! 定期健診・人間ドック』（日本実業出版社）1987.7.
- 『ストレス自己診断 タイプ分類』（講談社）1988.11.
- 『ぼくが医者をやめた理由』（平凡社）1988.2.
のち平凡社ライブラリー
のち角川文庫
- 『医者が尊敬されなくなった理由』（飛鳥新社）1989.8.
のち集英社文庫
- 『ぼくが医者をやめた理由. つづき』 （平凡社）1989.4.
のち平凡社ライブラリー
のち角川文庫
- 『ボクが病気になった理由』（平凡社）1990.6.
- 『もしも病気になったなら 病院というところ』（岩波ジュニア新書） 1990.12.
- 『新宿医科大学 ぼくが医者をやめた理由』（平凡社）1991.8.
のち平凡社ライブラリー
のち改題『ぼくが医者をやめた理由 青春篇』（角川文庫）
- 『医者につけるクスリ』（平凡社）1992.11.
のち小学館文庫
- 『定本・からだの手帖』（「からだの手帖」編集室共編著、双葉社）1992.8.
- 『解体新書ネオ』（集英社）1993.10.
のち集英社文庫
- 『恋愛胃潰瘍の作り方』（角川書店）1993.6.
のち改題『ストレスに効くはなし』（角川文庫）
- 『お医者さんの罪な話 患者さんの笑えぬ話 ぼくが診察室で言いにくかったこと』（青春出版社）1994.6.
のち青春文庫
- 『看護婦ヒロタの場合』（平凡社）1994.5.
- 『病気の値段 ぼくは病気だが、患者ではない』（光文社）1994.9.
- 『ブラック・ジャックにはなれないけれど』（飛鳥新社）1994.8.
のち朝日文庫
- 『医者のためいき、患者のつぶやき 知らないとこわい医療の話』（PHP研究所）1995.8.
- 『いまどきの生老病死』（平凡社）1995.10.
- 『医療技術の最前線 生命を救う技術、苦痛を除く技術』（講談社、ブルーバックス）1995.3.
- 『生真面目な心臓』（角川書店）1995.9.
のち改題『カラダに聞いた15の話』（角川文庫）
- 『ストレス学入門』（講談社文庫） 1995.2.
- 『病者は語れず 東海大「安楽死」殺人事件』（文芸春秋）1995.6.
のち朝日文庫
- 『お医者さんには謎がある』（いそっぷ社）1997.6.
- 『病む人、癒せぬ人』（朝日新聞社）1997.4.
のち改題『病む人、癒せぬ人 中東・アフリカ難民医療紀行』（朝日文庫）
- 『朝から寝るまでの心とからだの処方箋』（講談社）1998.8.
- 『クスリより効く"からだ"の雑学 音・色・かたちで自己診断』（PHP研究所）1998.1.
- 『実録・ぼくの更年期』（浩気社）1998.7.
のち光文社、知恵の森文庫
- 『ぼくが「医療常識」を信じない理由』（講談社）1999.8.
のち改題『医者のぼくが…』（+α文庫）
- 『ぼくに「老後」がくる前に 老人体験レポート』（飛鳥新社）1999.3.
のち改題『80歳の世界 ぼくの老人体験レポート』（角川文庫）
- 『あやしい船医、南太平洋をゆく』（角川書店）2000.7.
- 『恋する心、恋するからだ』 2003.1.（集英社be文庫）
- 『Horizon 海と空のはざま 写真・エッセイ』（Days Photo Gallery）2004.1.
- 『適応上手』 2004.7.（角川oneテーマ21）
- 『ただ、ふらふらと 酔いどれドクター最後の日誌』（中央公論新社）2004.12.

## 翻訳
- 『ボロウドタイム』上・下（ポール・モネット、時空出版）1990 - 1991
- 『ガンになった人が知っておきたいこと』（ウエンディ・ハーサム、飛鳥新社）1995.2.
- 『奇蹟の生還』（マーロン・ジョンソン、ジョセフ・オルシャン共著、大野晶子共訳、ソニー・マガジンズ） 1997.7.